# Roundhouse
El Roundhouse es un antiguo depósito ferroviario de locomotoras que se ha convertido en un recinto para conciertos y espectáculos escénicos. Ubicado en Chalk Farm, Londres, Inglaterra, es un monumento clasificado con el Grado II*, es decir, es considerado particularmente importante o de especial interés.
Fue construido originalmente en 1847 como una «casa de máquinas» (en inglés roundhouse, término de donde deriva su nombre). Es un edificio circular que contenía una tornamesa para trenes, pero solo se utilizó con propósitos ferroviarios por cerca de una década. Después de ser usado como bodega por algunos años, el edificio quedó abandonado justo antes de la Segunda Guerra Mundial. Fue reabierto veinticinco años más tarde como un recinto para eventos escénicos, cuando el dramaturgo Arnold Wesker estableció la compañía de teatro Centre 42 y adoptó al edificio como teatro.
Esta gran estructura circular ha albergado notables eventos, como el lanzamiento de periódico International Times en 1966, la única presentación del grupo The Doors en el Reino Unido en 1968, y la fiesta Greasy Truckers en 1972.
En este lugar también se han llevado los eventos del Apple Music Festival desde el año 2007.